# Тэрасава, Тору
Тору Тэрасава (яп. 寺沢 徹 тэрасава то:ру) (4 января 1935, Тояма — 23 марта 2025) — японский легкоатлет. Экс-рекордсмен мира в марафоне.
Выступал на Олимпийских играх 1964 года в марафоне, на котором занял 15-е место с результатом 2:23.09.
7 марта 1965 года на соревнованиях в городе Кумамото установил мировой рекорд в беге на 30 километров 1:31.52.
Умер 23 марта 2025 года в возрасте 90 лет.

## Достижения
| 1962 | Фукуокский марафон   | 1-е | 2:16:19 WR* |
| 1963 | Марафон Беппу — Оита | 1-е | 2:15:16     |
| 1964 | Фукуокский марафон   | 1-е | 2:14:49     |
| 1964 | Марафон Беппу — Оита | 1-е | 2:17:49     |
| 1965 | Марафон Беппу — Оита | 1-е | 2:14:38     |
| 1966 | Марафон Беппу — Оита | 1-е | 2:14:35     |
| 1969 | Наганский марафон    | 1-е | 2:21:02     |